# Pogonembia neovenosa
Pogonembia neovenosa is een insectensoort uit de familie Anisembiidae, die tot de orde webspinners (Embioptera) behoort. 
Pogonembia neovenosa is voor het eerst wetenschappelijk beschreven door Ross in 2003.